# Winner Take All (1939)
Winner Take All (bra: Cowboy Lutador ou O Cowboy Lutador) é um filme estadunidense de 1939, do gênero drama romântico, dirigido por Otto Brower, estrelado por Tony Martin e Gloria Stuart, e co-estrelado por Henry Armetta, Slim Summerville e Kane Richmond.

## Sinopse
Sem dinheiro para pagar sua refeição no restaurante Papa and Mama Gambini, o peão de rodeio de Montana preso em Nova Iorque Steve Bishop (Tony Martin) se oferece para pagar sua dívida trabalhando como garçom. Tudo começa a mudar quando outra pessoa, anteriormente interessada no trabalho, assedia Papa (Henry Armetta), e é nocauteado por Steve.
Testemunhas oculares entre os clientes incluem uma jornalista esportiva, Julie Harrison (Gloria Stuart), e seu namorado, o promotor de lutas Tom Walker (Robert Allen). Uma chance é oferecida a Steve para participar de uma luta de boxe contra seis homens em um ringue, ao mesmo tempo. Ele acaba sendo o vencedor, arrecadando dinheiro para uma boa causa apoiada pelo Papa.
Walker decide promover Steve como lutador de boxe, que começa a ganhar lutas e dinheiro. Julie lhe ensina uma lição da maneira mais difícil, dizendo ao próximo oponente de Steve para derrubá-lo. Walker, agora incapaz de promover Steve como invicto, vende a Julie seu contrato por 25 centavos. Sob sua orientação, ele consegue perturbar Paulie Mitchell (Kane Richmond) em sua próxima luta, agradando tanto Papa quanto Julie.

## Elenco
- Tony Martin como Steve Bishop
- Gloria Stuart como Julie Harrison
- Henry Armetta como Papa Gambini
- Slim Summerville como Muldoon
- Kane Richmond como Paulie Mitchell
- Inez Palange como Mama Gambini
- Johnny Pirrone, Jr. como Tony Gambini
- Robert Allen como Tom Walker